# Trachelas vulcani
Espèce
Trachelas vulcani est une espèce d'araignées aranéomorphes de la famille des Trachelidae.

## Distribution
Cette espèce se rencontre en Indonésie à Java et aux Moluques, au Japon et en Chine au Guangxi,.

## Description
La femelle holotype mesure 3,5 mm.
Le mâle décrit par Deeleman-Reinhold en 2001 mesure 2,80 mm et la femelle 2,90 mm.
Le mâle décrit par Jin, Yin et Zhang en 2017 mesure 2,04 mm.

## Publication originale
- Simon, 1896 : Descriptions d'arachnides nouveaux de la famille des Clubionidae. Annales de la Société Entomologique de Belgique, vol. 40, p. 400-422 (texte intégral).